# Мађарска на Европском првенству у атлетици у дворани 1975.
Мађарска је учествовала на  6. Европском првенству у дворани 1975.  одржаном  8. и 9. марта у Спортско-забавној дворани Сподек у Катовицама, (Пољска). Репрезентацију Мађарске у њеном шестом учешћу на европским првенствима у дворани представљало је петоро спортиста (4 мушкрца и 1 жена) који су се такмичили у 4 дисциплине 3 мушке и 1 женска.
Са једном освојеном сребрном  медаљом Мађарска је у укупном пласману делила 11. место са Белгијом  и Југославијом од  16 земаља  које су на овом првенству освајале медаље, односно 24 земаље учеснице.
У табели успешности (према броју и пласману такмичара који су учествовали у финалним такмичењима (првих 8 такмичара)) Мађарска је  заузела 15. место са 9 бодова  Од 24 земље учеснице њих 6 нису имале ниједног учесника у финалу: Аустрија, Данска, Луксембург Норвешка Турска и Шпанија.
| Плас. | Земља    | 1. место | 2. место | 3. место | 4. место | 5. место | 6. место | 7. место | 8. место | Бр. финал. - Бод. |
| ----- | -------- | -------- | -------- | -------- | -------- | -------- | -------- | -------- | -------- | ----------------- |
| 15.   | Мађарска | −        | 1 − 7    | −        | −        | −        | −        | -        | 2 − 1    | 3 − 9             |

## Учесници
| Бр. | Дисциплина   | Мушкарци                   | Жене         | Укупно |
| --- | ------------ | -------------------------- | ------------ | ------ |
| 1.  | 60 м         | Јајош Греша                |              | 1      |
| 2.  | 60 м препоне | Лоранд Милашин             |              | 1      |
| 3.  | Скок увис    | Ендре Келемен Иштван Мајор |              | 1      |
| 4.  | Бацање кугле |                            | Маргит Ирањи | 1      |
|     | Укупно (4)   | 4                          | 1            | 5      |

## Освајачи медаља
- Сребро

1. Ендре Келемен — скок увис

## Резултати

### Мушкарци
| Атлетичар      | Дисциплина   | Лични рекорд | Квалификације | Квалификације | Полуфинале            | Полуфинале            | Финале                | Финале   | Детаљи |
| Атлетичар      | Дисциплина   | Лични рекорд | Резултат      | Место         | Резултат              | Место                 | Резултат              | Место    | Детаљи |
| -------------- | ------------ | ------------ | ------------- | ------------- | --------------------- | --------------------- | --------------------- | -------- | ------ |
| Лајош Греша    | 60 м         | 6,68 НРд     | 6,85 кв       | 3. у гр 2     | 6,63                  | 5 у пф. 2             | Није се квалификовао  | 10. / 21 |        |
| Лоранд Милашин | 60 м препоне | 7,85 НРд     | 8,10          | 5. у гр. 3    | Нису се квалификовали | Нису се квалификовали | Нису се квалификовали | 15. / 23 |        |
| Ендре Келемен  | скок увис    | 2,21         |               |               |                       |                       | 2,19                  |          |        |
| Иштван Мајор   | скок увис    | 2,24 НРд     | 2,16          | 8. / 18       |                       |                       |                       |          |        |

### Жене
| Атлетичар    | Дисциплина   | Лични рекорд | Квалификације | Квалификације | Полуфинале | Полуфинале | Финале   | Финале | Детаљи |
| Атлетичар    | Дисциплина   | Лични рекорд | Резултат      | Место         | Резултат   | Место      | Резултат | Место  | Детаљи |
| ------------ | ------------ | ------------ | ------------- | ------------- | ---------- | ---------- | -------- | ------ | ------ |
| Маргит Ирањи | бацање кугле |              |               |               |            |            | 16,23    | 8. / 8 |        |

## Биланс медаља Мађарске после 6. Европског првенства у дворани 1970—1975.
|     | ЕП     |   |   |   |   | УП  |
| 1.  | 1970.  | 0 | 0 | 0 | 0 | 0   |
| 2.  | 1971.  | 1 | 0 | 1 | 2 | 9.  |
| 3.  | 1972.  | 1 | 0 | 0 | 1 | 9.  |
| 4.  | 1973.  | 1 | 0 | 0 | 1 | 9.  |
| 5.  | 1974.  | 0 | 2 | 0 | 2 | 10. |
| 6.  | 1975.  | 0 | 1 | 0 | 1 | 10. |
| 1-6 | Укупно | 3 | 3 | 1 | 7 | 10. |
| --- | ------ | - | - | - | - | --- |

|    | ЕП            |   |   |   |   |
| 1. | Иштван Мајор  | 3 | 1 | 0 | 4 |
| 2. | Ендре Келемен | 0 | 1 | 1 | 2 |
| -- | ------------- | - | - | - | - |

## Мађарски освајачи медаља  после 6. Европског првенства у дворани 1970—1975.
|    | Атлетичар/ка      | м | ж | ЕП    | Дисциплина |   |   |   |   |
| -- | ----------------- | - | - | ----- | ---------- | - | - | - | - |
| 1. | Иштван Мајор (1)  | м |   | 1971. | скок увис  |   |   |   |   |
| 2. | Ендре Келемен (1) | м |   | 1971. | скок увис  |   |   |   | 2 |
| 3. | Иштван Мајор (2)  | м |   | 1972. | скок увис  |   |   |   | 1 |
| 4. | Иштван Мајор (3)  | м |   | 1973. | скок увис  |   |   |   | 1 |
| 5. | Андраш Жинка      | м |   | 1974. | 800 м      |   |   |   |   |
| 6. | Иштван Мајор (4)  | м |   | 1974. | Скок увис  |   |   |   | 2 |
| 7. | Ендре Келемен (2) | м |   | 1975. | скок увис  |   |   |   | 2 |
|    | Укупно            | 7 | 0 |       | 1970—75.   | 3 | 3 | 1 | 7 |